# Сенауи, Стефан
Стефан Сенауи (англ. Stéphane Sednaoui, род. 27 февраля 1963 года) ― французский режиссер, фотограф, кинопродюсер и актер.

## Юность
Родился в Париже, Франция, в семье фотоагента, Янник Морисо. Его дядя ― джазмен Дэвид Эрл Джонсон. Актриса и модель Элиза Сенауи ― его двоюродная сестра. Его дед ― египтянин происходил из мелкитской греко-католической семьи сирийского происхождения. Семья берет свое начало в городе Седная в Сирии, откуда и происходит фамилия. Семья Седнауи переехала в Египет в конце XIX века и создала успешные универмаги в Каире. Когда-то они считались ближневосточным аналогом знаменитых универмагов, известных в Лондоне, Париже и Нью-Йорке. 

## Карьера
Хотя Сенауи никогда не получал официального образования фотографа или режиссера, именно при поддержке двух крупных художников, Уильяма Кляйна и Жан-Поля Готье, он сформировал свой художественный подход в возрасте от 18 до 22 лет. В 18 лет он начал работать кастинг-директором рекламных кампаний, прежде чем предстать перед камерой и стать лицом бренда Жан-Поля Готье на два года (1982-1984). Благодаря этому сотрудничеству он работал моделью для фотографов Стивена Мейзела и Питера Линдберга, а также для художников Энди Уорхола и Уильяма Кляйна. В 21 год его наставник, фотограф-режиссер Уильям Кляйн, предложил ему стать режиссером-постановщиком документального фильма «Режим во Франции» (1985). В 22 года он был танцором в творении французского хореографа Режин Шопено «Ле Дефиле» (1985), для которого Жан-Поль Готье создавал костюмы.
Сотрудничество Жан-Поля Готье, Уильяма Кляйна и Реджины Шопино было задокументировано Сенауи и показано годы спустя: его фотографии Готье-Шопино были выставлены в 2007 году в Музее декоративных искусств Лувра, а его опыт работы с Уильямом Кляйном был опубликован в 2009 году в качестве портфолио во французском журнале "Парадис".
Пропитанные самой экспериментальной стороной работ своих мастеров Уильяма Кляйна, Роберта Франка, Билла Брандта, первые фотографические проекты Сенауи были выполнены в форме абстрактных фоторепортажей.
Первое редакторское задание Сенауи было в возрасте 21 года, когда ему предложили сделать портреты для британского журнала Tatler, а затем для французской газеты Libération. С тех пор он сотрудничал со многими журналами, среди которых: Vanity Fair, The New York Times Magazine, Interview и французская газета Le Monde.
После своего прорыва во Франции с видео для французской рэп-группы NTM (1990) Сенауи переехал в США, где его видео для Red Hot Chili Peppers Give It Away (1991) получило награду на MTV Video Music Award 1992 года.
Другими музыкальными видео Сенауи, которые были номинированы или получили награды MTV Video Music Awards, являются «Sleep to Dream» (Фиона Эппл), «Mysterious Ways» (U2), «Today» (The Smashing Pumpkins), «Big Time Sensuality» (Бьорк), «7 Seconds» (Юссу Н'Дур и Нене Черри), «Queer» (Garbage), «Hell Is Round the Corner» (Tricky), «Ironic» (Аланис Мориссетт), «Possibly Maybe» (Бьорк).
К концу 2001 года, за исключением редких случаев, Сенауи перестал снимать музыкальные клипы.

## Личная жизнь
В 1990-е годы состоял в отношениях с певицами Бьорк и Кайли Миноуг, с которыми он также сотрудничал в творческом плане. В октябре 2001 года модель Летиция Каста родила ему дочь Сахтину.

## Фильмография

### Короткометражки
- "Acqua Natasa" (2002)
- "Walk on the Wild Side" (2005) A 10-minute film based on Lou Reed's song "Walk on the Wild Side".
- "Army of Me" (2005) An animation based on Björk's song "Army of Me".
- 'Clues: The Mother of My Death" (2014)

### Музыкальные клипы
1990
- "Le monde de demain" by Suprême NTM

1991
- "Kozmik" by Ziggy Marley
- "Give It Away" by Red Hot Chili Peppers
- "Mysterious Ways" by U2

1992
- "Breaking the Girl" by Red Hot Chili Peppers
- "Sometimes Salvation" by The Black Crowes, with as main character Sofia Coppola, (shot over four days in NY, nov 1-3-4-14, 1992)

1993
- "Way of the Wind" (version 1) by P.M. Dawn
- "Fever" by Madonna
- "Today" by The Smashing Pumpkins
- "Big Time Sensuality" by Björk

1994
- "Nouveau Western" by MC Solaar
- "7 Seconds" (version 1) by Youssou N'Dour & Neneh Cherry
- "Sly" by Massive Attack

1995
- "Fragile" by Isaac Hayes
- "Queer" by Garbage
- "Fallen Angel" by Traci Lords
- "Hell Is Round the Corner" by Tricky
- "Pumpkin" by Tricky
- "Ironic" by Alanis Morissette (shot in NY on 21–22 dec 1995)

1996
- "Whatever You Want" by Tina Turner (shot in London on 15–16 feb 1996)
- "Here Come the Aliens" by Tricky (shot in NY on 18 May 1996)
- "Milk" by Garbage (shot in London on 19 August 1996)
- "Discothèque" (version 1) by U2 (shot in London over 24 hours on 13–14 sept 1996)
- "Possibly Maybe" by Björk (shot in London over three days, sept 18-19-20, 1996)
- "Sleep to Dream" by Fiona Apple (shot in LA on 19 December 1996)

1997
- "Gangster Moderne" by MC Solaar (shot in Paris on May 28-29-30, 1997)
- "Never Is a Promise" by Fiona Apple (shot in NY on 12 November 1997)
- "GBI: German Bold Italic" by Towa Tei & Kylie Minogue (shot in NY on 8 Nov and in Tokyo on 17 November 1997)

1998
- "Thank U" by Alanis Morissette
- "Lotus" by R.E.M.
- "I'm Known" by Keziah Jones
- "Falling in Love Again" by Eagle-Eye Cherry

1999
- "You Look So Fine" by Garbage
- "Sweet Child o' Mine" by Sheryl Crow
- "Scar Tissue" by Red Hot Chili Peppers
- "For Real" by Tricky featuring DJ Muggs
- "Nothing Much Happens" by Ben Lee
- "Summer Son" by Texas
- "Around the World" by Red Hot Chili Peppers
- "The Chemicals Between Us" by Bush

2000
- "Mixed Bizness" by Beck
- "Tailler la zone" by Alain Souchon
- "Let's Ride" by Q-Tip
- "Disco Science" by Mirwais
- "I Can't Wait" by Mirwais

2001
- "Dream On" by Depeche Mode
- "Little L" by Jamiroquai

2003
- "Anti-matter" by Tricky

2009
- "Get It Right" by Y.A.S.

2014
- "Distant Lover" by Emmanuelle Seigner